# گرینفیلد (اکلاهما)
گرینفیلد(به انگلیسی: Greenfield) شهری در ایالت اکلاهما کشور ایالات متحده آمریکا است که جمعیت آن در سرشماری سال ۲۰۱۰ میلادی، ۹۳ نفر بوده‌است.